# Tetracampe avia
Tetracampe avia är en stekelart som beskrevs av Boucek 1988. Tetracampe avia ingår i släktet Tetracampe och familjen raggsteklar.
Artens utbredningsområde är Papua Nya Guinea. Inga underarter finns listade i Catalogue of Life.